# Édith Cochrane
Pour les articles homonymes, voir Cochrane.
Édith Cochrane (née à Amos, en Abitibi-Témiscamingue, 10 août 1977) est une actrice et une animatrice de télévision québécoise connue pour son rôle de Sandra dans la série Les Invincibles. Elle a aussi joué dans Aurélie Laflamme, où elle incarnait France Charbonneau, et dans Noémie : Le Secret, où elle jouait l'enseignante nommée Cynthia. Elle joue aussi dans la série jeunesse Kaboum, où elle interprète Pétronille (alias la Karmadore Assomia). Dans Unité 9, elle personnifie Lisa Côté, une psychologue handicapée visuelle.
En septembre 2014, elle devient la coanimatrice de l'émission télévisuelle Les Enfants de la télé (Québec), avec André Robitaille.
Elle est mariée avec l'acteur Emmanuel Bilodeau avec qui elle a trois enfants, Siméon, Paul-Émile et Adélaïde.

## Étude
Édith Cochrane a étudié à l'UQAM en enseignement du français et de l'histoire. Elle n'a pas fait d'étude en théâtre comme plusieurs autres acteurs.

## Doublage

### Films d'animation
- 2015 : Sens Dessus Dessous : Dégoût

## Filmographie

### Cinéma
- 2005 : La Dernière Incarnation de Demian Fuica : Julie
- 2007 : Le Ring d'Anaïs Barbeau-Lavalette : enseignante
- 2008 : Dans une galaxie près de chez vous 2 de Philippe Gagnon : la réceptionniste du gouverneur
- 2009 : Noémie : Le Secret de Frédérik D'Amours : Cynthia, l'enseignante de Noémie
- 2010 : Le Journal d'Aurélie Laflamme de Christian Laurence : France Charbonneau, la mère d'Aurélie
- 2012 : Les Pee-Wee 3D : L'hiver qui a changé ma vie d'Éric Tessier : Sylvie Morneau
- 2013 : Hot-Dog de Marc-André Lavoie : Sonia
- 2015 : Aurélie Laflamme : Les Pieds sur terre de Nicolas Monette : France Charbonneau, la mère d'Aurélie
- 2017 : Junior majeur d'Éric Tessier : Sylvie Morneau
- 2021 : Une révision de Catherine Therrien : Sylvie Lambert
- 2023 : Des hommes, la nuit d'Anh Minh Truong : Myriam[4]
- 2023 : Sur la Terre comme au ciel de Nathalie Saint-Pierre (en) : Louise
- 2024 : Tous toqués! de Manon Briand : fermière

### Télévision
- 2004 : Le Sketch Show : rôles variés
- 2005 : Les Invincibles : Sandra Michaud
- 2005 : Totale Impro : une amie de Noémie
- 2005 : Cover Girl : Mathilde
- 2010 : Tranches de vie : Claire Lussier
- 2010 : Kaboum : Pétronille (Assomia)
- 2012 : MDR : invité (elle-même)
- 2012 : Unité 9 : Lisa Côté (psychologue)
- 2014 : Les Parent : Sylvie (mère de Cédrik)
- 2014 : Série noire : Judith
- 2014 : Complexe G : Karine
- 2016 : Web Thérapie : Florence Champagne
- 2021 : C'est plus qu'un jardin : Elle-même
- 2023 : Inspirez expirez : Antara Yoni (Carolanne)